# 神代和欣
神代 和欣（こうしろ かずよし、1932年 - 2018年11月29日）は、日本の経済学者。横浜国立大学名誉教授。専攻は、労働経済学、労使関係。本名は、和俊（かずとし）。東京都出身。正四位。

## 経歴
- 1932年、東京に生まれる。
- 1955年、横浜国立大学経済学部卒業。長洲一二ゼミ出身[2]。
- 1957年、東京大学大学院社会科学研究科経済学修士課程修了。
- 1960年、東京大学大学院社会科学研究科経済学博士課程単位取得退学。
- 1965年、経済学博士（東京大学）。

```
アーカイブ
 2016年10月19日 - 
ウェイバックマシン
</ref>
```

## 職歴
日本労働協会研究会、横浜国立大学経済学部助教授、イリノイ大学労使関係研究所フルブライト客員研究員、横浜国立大学経済学部教授、公労委公益委員；国営企業労働委員会公益委員；中央労働委員会公益委員、中央最低賃金審議会公益委員（会長）、東京都労働審議会会長、横浜国立大学経済学部長、同大学院国際開発研究科長、横浜国立大学名誉教授、放送大学教授、社会保障審議会（年金部会）委員を歴任。

## 叙位・叙勲
- 2011年、平成23年春の叙勲で瑞宝中綬章を受章。功労概要は教育研究功労。<ref>典拠：内閣府「平成２３年春の叙勲受章者名簿」

## 著書

### 単著
- 『アメリカ産業民主制の研究：金融資本成立期の労働問題』東京大学出版会, 1966年
- 『転換期の賃金交渉』東洋経済新報社, 1978年
- 『Labour management relations in Japanese public enterprises』Studienverlag Brockmeyer, 1980
- 『日本の労使関係：危機を克服した柔構造』有斐閣,1983年
- 『日本的雇用慣行の今後』東京都労働経済局, 1996年
- 『産業と労使の関係』放送大学教育振興会, 1999年
- 『A Fifty Year History of Industry and Labor in Postwar Japan』Japan Institute of Labor, 2000
- 『産業と労使』放送大学教育振興会, 2003年

### 共著
- （新実慎八）『賃金vs物価』学陽書房, 1975年
- （白井泰四郎・花見忠）『労働組合読本』東洋経済新報社, 1977年／第2版・1986年

### 編著
- 『日本の賃金決定機構：公共部門の賃金決定』日本評論社, 1973年
- 『Employment security and labor market flexibility : an international perspective』Wayne State University Press, 1992
- 『労働経済論』八千代出版, 1997年

### 共編著
- （孫田良平）『セミナー賃金問題の常識』日本評論社, 1978年
- （桑原靖夫）『現代ホワイトカラーの労働問題』日本労働協会, 1988年
- （連合総合生活開発研究所）『戦後50年産業・雇用・労働史』日本労働研究機構, 1995年
- （山口浩一郎・八代充史）『ヒューマン・リソース・マナジメント』放送大学教育振興会, 2002年
- （中島尚正）『中小企業の挑戦：グローバル化・ハイテク化・高齢化時代のもの造り』放送大学教育振興会, 2003年

### 訳書
- ヘンリー・ペリング『アメリカ労働運動史』大河内暁男との共訳, 時事通信社, 1962年